# 드래곤 퀘스트 II: 악령의 신들
《드래곤 퀘스트 II》는 스파이크 춘소프트가 개발하고 에닉스가 1987년 패밀리 컴퓨터용으로 드래곤 퀘스트 시리즈의 일부로서 배급한 롤플레잉 비디오 게임이다. 북아메리카에서 지역화되었을 때에는 처음에 《드래곤 워리어 II》(Dragon Warrior II)라는 제목을 사용하였다.
드래곤 퀘스트 II는 일본에서 성공을 거두었다. 오리지널 패미컴 버전은 2,400,000본 이상 선적되었다. 나중에 이 게임은 슈퍼 패미컴과 게임보이 컬러용으로 리메이크되었다.

## 평가
| 평론 점수    | 평론 점수 | 평론 점수 | 평론 점수 | 평론 점수 | 평론 점수 |
| 평론사       | 점수      | 점수      | 점수      | 점수      | 점수      |
| 평론사       | GBC       | iOS       | NES       | NS        | SNES      |
| ------------ | --------- | --------- | --------- | --------- | --------- |
| 패미츠       | 30/40     |           | 38/40     |           | 35/40     |
| 게임프로     |           |           | 18/25     |           |           |
| 게임스팟     | 9.6/10    |           |           |           |           |
| IGN          | 8/10      |           |           |           |           |
| 닌텐도 파워  | 8/10      |           |           |           |           |
| 터치아케이드 |           | [ 8 ]     |           |           |           |
| 통합 점수    |           |           |           |           |           |
| 게임랭킹스   | 82%       |           |           |           |           |
| 메타크리틱   |           | 76/100    |           | 60/100    |           |

| 수상    | 수상                                      |
| 평론사  | 수상                                      |
| ------- | ----------------------------------------- |
| RPGamer | Game Boy Color Award of the Year for 2000 |

## 참조

### 내용주
1. ↑  영어: Dragon Quest II: Luminaries of the Legendary Line, 일본어: ドラゴンクエストII 悪霊の神々